# KH-7 18
KH-7 18 – amerykański satelita rozpoznawczy; osiemnasty statek serii KeyHole-7 GAMBIT programu CORONA. Jego zadaniem było wykonywanie wywiadowczych zdjęć Ziemi, o rozdzielczości przy gruncie około 46 cm.